# Francis A. Hopkins
Francis Alexander Hopkins (* 27. Mai 1853 in Jeffersonville, Tazewell County, Virginia; † 5. Juni 1918 in Prestonsburg, Kentucky) war ein US-amerikanischer Politiker. Zwischen 1903 und 1907 vertrat er den Bundesstaat Kentucky im US-Repräsentantenhaus.

## Werdegang
Francis Hopkins besuchte die öffentlichen Schulen seiner Heimat einschließlich der Tazewell High School. Nach einem anschließenden Jurastudium und seiner 1874 erfolgten Zulassung als Rechtsanwalt begann er in Prestonsburg in diesem Beruf zu arbeiten. Gleichzeitig war er auch in der Landwirtschaft tätig. Zwischen 1882 und 1884 fungierte er als Staatsbeauftragter zur Überwachung der öffentlichen Schulen. Im Jahr 1890 war er Delegierter auf einer Versammlung zur Überarbeitung der Staatsverfassung von Kentucky.
Politisch war Hopkins Mitglied der Demokratischen Partei. Bei den Kongresswahlen des Jahres 1902 wurde er im zehnten Wahlbezirk von Kentucky in das US-Repräsentantenhaus in Washington, D.C. gewählt, wo er am 4. März 1903 die Nachfolge von James Bamford White antrat. Nach einer Wiederwahl im Jahr 1904 konnte er bis zum 3. März 1907 zwei Legislaturperioden im Kongress absolvieren. Bei den Wahlen des Jahres 1906 unterlag Hopkins dem Republikaner John W. Langley. In der Folge arbeitete er wieder als Anwalt sowie in der Landwirtschaft. Im Juni 1916 war Hopkins Delegierter zur Democratic National Convention in St. Louis, auf der Präsident Woodrow Wilson für eine zweite Amtszeit nominiert wurde. Er starb am 5. Juni 1918 in Prestonsburg.